# 徳島三菱自動車販売
徳島三菱自動車販売株式会社（とくしまみつびしじどうしゃはんばい）は、徳島県徳島市論田町に本社を置く、三菱自動車のディーラー。
地場独立資本であり、隣の香川県を営業エリアとする香川三菱自動車販売を傘下に置いている。

## 沿革
- 1959年（昭和34年）8月 - 会社設立。2チャンネル制時代はギャラン店ディーラー。
  - かつてのカープラザ店ディーラーであった阿波三菱自動車販売は、現在は徳島三菱に吸収合併されている。

## 拠点
- 本店：徳島県徳島市論田町和太開3-1
- 鳴門店：徳島県鳴門市大津町木津野西辰巳12-1
- 阿南店：徳島県阿南市富岡町滝の下24-7
- 池田店：徳島県三好市池田町シマ727-1
- 貞光店：徳島県美馬郡つるぎ町貞光字大須賀54
- 小松島店：徳島県小松島市金磯町8-122
- 鴨島店：徳島県吉野川市鴨島町上下島534
- 昭和店（徳島県自動車車検整備工場(株)車検の速太郎に併設）：徳島県徳島市昭和町4丁目16-1
- カーセブン徳島論田店：徳島県徳島市論田町小論田7-1

また、日本撤退が行われるまでヒュンダイモータージャパン正規輸入車(乗用車)の販売も行っていた。

## 関連会社
- 香川三菱自動車販売